# BBC Жизнь
«Жизнь» — британский документальный сериал о природе, созданный и снятый BBC совместно с Открытым университетом. Вначале транслировался как часть Дарвиновского сезона Би-би-си на BBC One и BBC HD с октября по декабрь 2009 года. В сериале рассматривается масштабный взгляд на специализированные стратегии и экстремальное поведение, разработанные живыми существами для выживания; то, что Чарльз Дарвин назвал «борьбой за существование». За четыре года сериал был полностью снят в высоком разрешении.
Премьера фильма «Жизнь» состоялась в Великобритании 12 октября 2009 года и включала десять 50-минутных эпизодов. Первая серия даёт общее введение к сериалу, вторая рассматривает растения, а остальные посвящены некоторым из основных групп животных. Они нацелены показать общие черты, поспособствовавшие успеху каждой группы, и задокументировать сокровенные и драматические моменты в жизни отдельных видов, выбранных из-за их харизмы или необычного поведения. В конце каждого эпизода транслировалась десятиминутная «Жизнь на местности», в результате чего общая продолжительность серии составила 60 минут.
«Жизнь» создана BBC Natural History Unit и Открытым университетом. Её показ лицензировался BBC более чем в 50 других странах, в том числе на канале Discovery в США и на телеканале Skai в Греции. Оригинальный сценарий был написан и озвучен Дэвидом Аттенборо.

## История создания

### Съёмочная группа
«Жизнь» стала первым сериалом, заказанным на тот момент управляющим BBC One Питером Финчманом, спустя всего несколько недель после того, как он занял этот пост в марте 2005 года. По сообщениям, это был один из самых дорогих документальных фильмов, когда-либо заказанных вещательной компанией, с бюджетом в 10 миллионов фунтов стерлингов (хотя Би-би-си никогда не подтверждали эту цифру).
Съёмочная группа Отдела естественной истории включает в себя продюсера Марту Холмс («Жизнь в морозильнике», «Голубая планета») и исполнительного продюсера Майка Гантона («Галапагосы», «Жизнь в подлеске»). Отдельные эпизоды были сняты Рупертом Баррингтоном, Адамом Чепменом, Мартой Холмс, Нилом Лукасом, Патриком Моррисом и Тедом Оуксом. Саундтрек был написан Джорджем Фентоном в исполнении Band of Life. Вступительные титры и имидж бренда были созданы Burrell Durrant Hifle.
В феврале 2007 года Гантон объявил, что Би-би-си ищет нового рассказчика для сериала из-за предстоящей отставки Аттенборо. Однако позже в том же году было объявлено, что рассказчик-ветеран будет сотрудничать как в этом проекте, так и в готовящейся «Замороженной планете».

### Процесс съёмок
Первый год производства был занят исследованием возможных историй для сериала. Команда «Жизни» связалась с учёными и экспертами по всему миру в поисках новых открытий для фильма и новых подходов к известным темам. Последовали почти три года 150 съёмок на всех семи континентах, многие из которых были полномасштабными экспедициями в отдаленные районы дикой природы.
Новая технология съёмок была использована для создания кинематографических методов, впервые применённых в «Планете Земля», в частности, инновационного использования стабилизированных камер, установленных на вертолётах. Команде «Жизни» удалось использовать гироскопическую стабилизацию для создания устойчивых снимков с движущихся транспортных средств, даже на пересечённой местности, что впервые позволило камерам отслеживать трапы оленей и слонов. Миниатюрные камеры высокого разрешения широко использовались для эпизода «Насекомые». В лесах Мексики группа установила паутину из проводов в пологе, чтобы создавалось ощущение полёта вместе с миллионами данаида монарх. В Замбии они снимали с воздушного шара, чтобы не мешать огромным стаям пальмовых крыланов.
После недавних споров об использовании искусственного интеллекта в программах по естественной истории, BBC были более откровенны в отношении эпизодов, которые не были сняты в дикой природе. Крупные планы диких рыб-клоунов нарушали бы их естественную среду обитания, поэтому ручных животных снимали в аквариуме в университете Уэльса.
Несмотря на все усилия операторов, некоторые эпизоды оказались на полу монтажной. Учёные в арктической Скандинавии накопили достаточно доказательств, чтобы предположить, что беркуты были основными хищниками детёнышей северного оленя, но нападение никогда не было засвидетельствовано. После двухлетнего наблюдения за стадами в Финляндии оператор Барри Бриттон наконец снял охоту в полном объёме. Однако атака состоялась на расстоянии почти в миле от камеры, и отснятый материал был слишком далёк, чтобы его можно было транслировать.

### Телевизионная премьера
Бюджет и сроки съёмок позволили продюсерам ставить амбициозные задачи по съёмке, а экспедиционная съёмочная группа привезла несколько эпизодов, которые ранее не были показаны.
Некоторые из них связаны с узкоспециализированным охотничьим поведением, которое было обнаружено совсем недавно. В мелких грязных водах Флоридского залива одна стая дельфинов-афалинов выучила уникальную технику охоты, называемую кормёжкой в грязевом кольце. Аэрофотосъёмка показывает, как вожак кружит над мелководьем кефали, шлёпая хвостом, чтобы поднять грязь с морского дна. Рыба, пойманная в ловушку внутри кольца грязи, паникует и выпрыгивает из воды, чтобы вырваться из ловушки, прямо к ожидающей стае. В кенийском заповеднике Lewa Wildlife Conservancy три брата-гепарда научились ловить добычу во много раз больше своего размера. Они сняты сбивающими страуса, а также во время охоты на зебру, канну и орикса. Съёмочная группа отправилась на Фолклендские острова, чтобы проверить сообщения о косатке, которая научилась брать детёнышей морских слонов из яслей. На индонезийском острове Ринча первые кадры комодских варанов, охотящихся на буйволов, подтвердили новые научные доказательства того, что они использовали яд для умертвления своей добычи.
Другие кадры ранее оказались слишком сложными для съёмок. Испытание горбатых китов на выносливость было названо «самой большой битвой на Земле», но киты движутся так быстро, что подводные камеры изо всех сил старались не отставать. Команда «Жизни» использовала камеры, установленные на вертолётах и лодках, вместе с группой фридайверов, чтобы следить за происходящим. Самая большая трудность при создании фильма состояла в том, чтобы показать год из жизни дубовой рощи, используя замедленную съёмку. После съёмки реальных кадров девонского леса команда перестроила всю сцену в студии в Эксетере и наложила в цифровом виде 96 отдельных слоёв видеоряда, чтобы создать финальную одноминутную последовательность. Весь проект занял два года.
Высокоскоростные камеры, способные снимать до 8000 кадров в секунду, использовались, чтобы замедлить драматическое действие. Впервые они были использованы под водой, чтобы выявить охотничье поведение парусника. Их также использовали для показа шлемоносных василисков, бегающих по воде, полёта лоддигезии во время брачного периода и летающей рыбы, покидающей воду. Первые кадры демонстрируют охоту антарктических косаток на тюленей-крабоедов, но тюлень выжил.
Странный метод побега жабы вида pebble toad впервые был записан на плёнку.

## Распространение
Премьера «Жизни» состоялась на британском телевидении 12 октября 2009 года, передавая стандартную чёткость на BBC One и одновременную трансляцию высокой чёткости на BBC HD.
Сериал был продан международным вещательным компаниям BBC Worldwide и продавался под брендом BBC Earth, используемым для всего произведённого BBC контента по естественной истории. Глобальный успех «Жизни» был отмечен как один из ключевых факторов рекордной прибыли BBC Worldwide в 2010 году.
Премьера в Северной Америке состоялась на Discovery Channel Canada 15 ноября 2009 года. В США сериал дебютировал 21 марта 2010 года, когда повествование Аттенборо заменили на Опру Уинфри, читающую другой сценарий, предназначенный для американской аудитории. Каждый эпизод был сокращён для размещения рекламных пауз. Закулисные кадры были вырезаны по той же причине, а вместо этого были скомпилированы в одиннадцатый эпизод.
«Жизнь» была также приобретена несколькими латиноамериканскими вещательными компаниями и дебютировала 18 марта 2010 года на Discovery Channel Latin America и Discovery HD Theater с повествованием колумбийского исполнителя Хуанеса.
В Израиле сериал вышел в эфир в июле 2010 года в рамках нового израильского канала Channel 1, и его рассказала Орна Банай.
В Турции сериал вышел в мае 2010 года на NTV. Его озвучил известный турецкий актёр Тунджел Куртиз.
В Австралии отредактированная версия (без «Жизни на местности») с комментариями Аттенборо транслировалась на ABC1 каждое воскресенье в 19:30 с 25 июля 2010 года.
В Хорватии сериал транслировался каждую субботу со 2 октября 2010 года на HRT 1.

## Эпизоды
«Наша планета может быть домом для 30 миллионов различных видов животных и растений, каждый из которых заперт в своей собственной борьбе за выживание. Куда бы вы ни посмотрели, на суше или в океане, есть необычные примеры того, как живые существа движутся, чтобы остаться в живых.»— Вступительная речь Дэвида Аттенборо
| № | Название             | Дата премьеры   | Зрители (Великобритания) (млн)  |
| --- | -------------------- | --------------- | ------------------------------- |
| 1 | «Испытания жизни»    | 12 октября 2009 | 6.84 млн (26.4% доли аудитории) |
| Вступительный эпизод иллюстрирует примеры необычного питания, охоты, ухаживаний и воспитания потомства со всего животного мира по всей планете. Во Флоридском заливе дельфины-афалины ловят прыгающих рыб, пытаясь вырваться из окружения грязи, взбитой хвостом дельфина-вожака. Другие особые методы совместной охоты показывают трое гепардов, которые объединяются, чтобы сбить страуса, и косатки, нападающие на тюленя-крабоеда. В Бразилии капуцины-фавны научились вскрывать пальмовые орехи, разбивая их камнями. Высокоскоростные камеры снимают летучих рыб, взмывающих в воздух, чтобы избежать хищного парусника, венерину мухоловку, заманивающую в ловушку их невольных жертв, и двух самцов бегемотов, столкнувшихся по территориальныму вопросу на участке реки. У некоторых видов родители идут на всё, чтобы защитить своих детёнышей. Мать маленького древолаза уносит каждого из своих шести головастиков высоко в полог тропического леса в укрытие бромелиевого пула, а затем снабжает их питательными неоплодотворёнными яйцами. Самка гигантского осьминога приносит максимальную жертву, охраняя свои яйца и умирая от голода. На острове Десепшен детёныши антарктического пингвина попали в ловушку на берегу усыпанного льдом моря. Оставленные родителями, они должны добраться до открытой воды, чтобы поесть. Одинокий птенец пробивается сквозь лёд, но попадает в засаду морского леопарда. «Жизнь на местности» показывает, как создатели фильма сотрудничали с французским яхтсменом и Королевским военно-морским флотом Великобритании для съёмок главных хищников Антарктиды. |                      |                 |                                 |
| 2 | «Рептилии и амфибии» | 19 октября 2009 | 4.93 млн (18.9% доли аудитории) |
| В начале эпизода аэрофотосъёмка издалека приближается к одиночному комодскому варану. Это, утверждает Аттенборо, последнее место на Земле, где правят рептилии. Хотя они могут показаться примитивными, пресмыкающиеся и земноводные всё ещё процветают благодаря разнообразным стратегиям выживания. В Венесуэле особь pebble toad уклоняется от тарантула, свободно падая вниз по крутой скале. Василиск по прозвищу ящерица Иисуса Христа может буквально бегать по воде, а геккон Chatogekko amazonicus настолько лёгок, что не всплывает на поверхность. Рептилии хладнокровны, а некоторые разработали необычные техники поглощения тепла. Пустынный хамелеон затемняет кожные покровы, обращенные к солнцу. Самец красной подвязочной змеи маскируется под самку, используя искусственные феромоны, привлекая соперничающих самцов, которые помогают повысить температуру его тела и, следовательно, его шанс продолжения жизни. Малагасийские игуаны прячут свои яйца, закапывая их, но поедающие яйца малагасийские тупоносые змеи выслеживают их излюбленные тайники. Плоскохвосты острова Ниуэ залегают в норке, доступной только через подводный туннель. Другие рептилии охраняют свои яйца. Жабовидные ящерицы отгоняют хищников, но более крупные противники, такие как плетевидный полоз, вызывают другую реакцию — ящерица притворяется мёртвой. Комодские вараны охотятся на азатских буйволов в сухой сезон. Они преследуют буйвола в течение трёх недель, а когда он медленно поддаётся ядовитому укусу, разделяют тушу за четыре часа. В фильме «Жизнь на местности» съёмочная группа «Комодо» рассказывает о мучительном опыте съёмок охоты варанов. |                      |                 |                                 |
| 3 | «Млекопитающие»      | 26 октября 2009 | 5.55 млн (21.9% доли аудитории) |
| Интеллект, тёплая кровь и крепкие семейные узы позволили млекопитающим стать самой успешной группой животных на планете: они даже могут пережить антарктическую зиму. Здесь тюлень Уэдделла готовит своего щенка к его первому плаванию подо льдом. В Восточной Африке хоботковая собачка Петерса использует ментальную карту путей, которые она проложила, чтобы перехитрить преследующую ящерицу. Молодой мадагаскарской руконожке требуется четыре года, чтобы научиться находить и добывать личинки жука, пищу, которую не может получить ни одно другое млекопитающее. Северный олень перемещается по арктической тундре, проделывая самую длинную сухопутную миграцию любого животного. Другие млекопитающие развили различные способы путешествовать на большие расстояния: десять миллионов летучих мышей собираются в болотах Касанка в Замбии, чтобы скапливаться на плодоносящих деревьях. Млекопитающие используют различные стратегии для поиска пищи. Ночью в африканской саванне гиены вынуждают охотиться на львов с использованием численного преимущества, в то время как в Арктике десятки белых медведей извлекают выгоду из туши гренландского кита. Воспитание потомства является ещё одним важным фактором успеха млекопитающих. Коати и сурикаты образуют социальные группы, чтобы разделить бремя ухода за детьми. Только что разродившаяся африканская слониха нуждается в опыте матриарха стада, чтобы вытащить своего детёныша из беды. Крупнейшие животные в океане также млекопитающие. Омывающие Тонгу моря — это и «ясли», и место спаривания горбатых китов. Самка возглавляет гонку своих потенциальных женихов, самцы борются за доминирование позади неё. «Жизнь на местности» становится свидетелем никогда ранее не задокументированного испытания на выносливость. |                      |                 |                                 |
| 4 | «Рыбы»               | 2 ноября 2009   | 4.56 млн (18.1% доли аудитории) |
| Рыбы, самая разнообразная группа позвоночных животных, населяют реки, озёра и океаны по всему миру. Кадры с замедленной съёмкой показывают поведение некоторых из самых быстрых морских рыб — парусников и летучих рыб. Последние собираются в большом количестве, чтобы отложить яйца на плавающем пальмовом листе, который тонет под тяжестью. Яйца слабых особей Phyllopteryx taeniolatus, найденные на мелководье у южной Австралии, несут самцы. В плодородных морях западной части Тихого океана жёсткая конкуренция. Neoclinus blanchardi защищает свой дом — старый панцирь — от близрасположенного осьминога и от соперника. В Японии илистые прыгуны заняли нишу на изобилующих ваттах. Пресноводные рыбы также представлены. Бычков гоби сняты, поднимающимися по гавайским водопадам, чтобы колонизировать тихие бассейны выше по течению, в то время как в Восточной Африке барбусы подчищают кожу обитающих бегемотов и в ответ питаются их питательным навозом. Губановые выполняют обязанности по очистке коралловых рифов, но желтохвосты также удаляют паразитов, царапая шероховатую кожу белопёрой серой акулы. Рыбы-клоуны, чей жизненный цикл детально снят с помощью макрокамер, защищены ветвями актиний, но другие виды ищут безопасность в группе. Стая вечно движущихся анчоусов оказывается слишком сложной целью для морских львов. Иногда у хищников есть преимущество: песчаная акула изображена в атаке на сардин, попавших в ловушку на мелководье у Южной Африки. «Жизнь на местности» раскрывает усилия подводных операторов, потребовавшихся для того, чтобы запечатлеть кадры парусных и летучих рыб. |                      |                 |                                 |
| 5 | «Птицы»              | 9 ноября 2009   | 4.33 млн (17.6% доли аудитории) |
| Птицы, чьи перья сделали их чрезвычайно приспособленными и позволили им летать, являются предметом пятой серии. Брачный полёт ракетохвостого колибри снят на высокой скорости, чтобы замедлить его быстрые удары крыла. Самец должен отдыхать каждые несколько секунд из-за энергии, необходимой для демонстрации его удлинённых хвостовых перьев. Бородачи, напротив, взлетают на горных термах с минимальными усилиями. Красноклювый фаэтон, приносящий еду своему птенцу, использует воздушную ловкость, чтобы уклониться от мародёрствующих великолепных фрегатов. Некоторые птицы гнездятся в экстремальных местах, чтобы избежать угроз хищников. Едкие натриевые озёра Кении представляют собой опасную среду для птенца малого фламинго, в то время как антарктические пингвины размножаются на вулканическом острове у Антарктического полуострова. В Южной Африке сокращающиеся рыбные запасы вынуждают капских олуш бросать своих птенцов в поисках пищи, предоставляя розовым пеликанам возможность легко перекусить. Перья также могут быть использованы для демонстрации. Самцы шалфейного тетерева встречаются друг с другом на токах, ухаживая за поганкой Кларка, и западноамериканские поганки проводят сложный ритуал, чтобы подтвердить свою связь, и тысячи малых фламинго движутся в синхронном ритме. Самцы райской птицы демонстрируют свои блестящие перья на ухаживающих показах (некоторые из этих видеороликов заимствованы из «Планеты Земля»). В Западном Папуа маленькая, тусклая птичка бурый садовник использует другую стратегию. Самец украшает свою беседку разноцветными драгоценностями из леса и использует вокальную мимикрию, чтобы привлечь внимание самки. Спаривание снято впервые, конечный результат длинного и сложного квеста, описанного в «Жизни на местности». |                      |                 |                                 |
| 6 | «Насекомые»          | 16 ноября 2009  | 3.80 млн (14.6% доли аудитории) |
| Шестой эпизод переносит зрителей в мир насекомых. Принимая различные формы тела и используя панцири и крылья, они разработали различные стратегии выживания и стали самыми многочисленными существами на Земле. В чилийской Патагонии самцы рогача Гранта фиксируют рога и бросают своих соперников с верхушек деревьев в поисках партнёрши. Шанс самки на спаривание и откладывание яиц может быть резко сокращён прыгающей лягушкой. Данаиды монархи используют свои крылья, чтобы организовать масштабную миграцию на зимовку в лесах мексиканской Сьерра-Мадре. Многие насекомые используют химическое оружие как форму защиты. Высокоскоростные камеры показывают, как жужелицы пускают муравьиную кислоту в лицо любознательного мангуста и жуков-бомбардиров, выпускающих кипящую едкую жидкость из брюшной полости. Некоторые насекомые получают преимущество благодаря сотрудничеству. Когда барибал разоряет пчелиное гнездо, колония выживает, перенося свой мёд на новое место. Личинки японских красных жуков переместятся в другое гнездо, если их мать не справится с обеспечением достаточного количества пищи. В австралийской глубинке самцы вида Amegilla сражаются на смерть из-за самки, выходящей из гнездовых нор. В результате все погибнут, но самый сильный партнёр чаще всего. Муравьивида вида Atta в Аргентине образуют огромные колонии по пять миллионов особей. Они питаются грибами, выросшими под землёй, в гнёздах с естественной вентиляцией. «Жизнь на местности» документирует попытки мексиканской съёмочной группы зафиксировать с помощью аэрофотосъёмки пробуждающихся данаид монархов. |                      |                 |                                 |
| 7 | «Охотники и жертвы»  | 23 ноября 2009  | 4.04 млн (15.9% доли аудитории) |
| Млекопитающие используют различные стратегии для охоты на добычу и избегания хищников. Кроме того, что в первом эпизоде впервые показана охота на гепардов и дельфинов, программа демонстрирует, как крепко стоящий на ногах детёныш нубийского горного козла убегает от охотничьей лисы, преодолевая крутые горные склоны над Мёртвым морем. Кадры с замедленной съёмкой демонстрируют поведение на рыбалке больших рыбоядных летучих мышей в Белизе и бурых медведей у устья реки Аляски, последние ожидают возвращения нерестового лосося. Игровая борьба юных горностаев помогает им научиться охоте на таких жертв, как кролики, которые во много раз больше их собственных размеров. Альфа-самка эфиопской волчьей стаи остаётся в логове, чтобы отучить от себя детёнышей, в то время как другие особи охотятся на крыс на высокогорном плато. Выдающийся носовой придаток звездоноса позволяет ему успешно охотиться под землей и под водой, используя пузырьки для обнаружения своей добычи. Незаметный подход бенгальского тигра к группе кормящихся аксисов был сорван, когда гульман, наблюдавший сверху, поднял тревогу. В последнем эпизоде изображена самка косатки, которая забирает щенят морского слона из своего питомника на Фолклендских островах. Это рискованная стратегия, так как она может легко попасть на мелководье. Она — единственная косатка, которая, как известно, охотится таким образом, но её детёныш повторяет её движения, гарантируя, что её опыт будет унаследован. Также рядом была съёмочная группа, которая повествует о том, как был снят один эпизод фильма «Жизнь на местности». |                      |                 |                                 |
| 8 | «Обитатели глубин»   | 30 ноября 2009  | 3.95 млн (15.6% доли аудитории) |
| Морские беспозвоночные, потомки миллиарда лет эволюционной истории, являются самыми многочисленными существами в океане. В Калифорнийском заливе стаи перуанско-чилийский кальмаров совершают ночные набеги на сардин. Под постоянным антарктическим морским льдом в проливе Мак-Мердо, морские ежи, красные морские звезды и немертинские черви сняты в мусоре на туше щенка тюленя Уэдделла. Фацеллофора охотится среди роев аурелии в открытом океане, копая свою добычу щупальцами, похожими на гарпун. На отмелях южной Австралии сотни тысяч крабов Majidae ежегодно собираются на линьку. Многие беспозвоночные имеют простую нервную систему, но гигантские каракатицы имеют большой мозг и сложные привычки спаривания. Взрослые самцы используют сверкающие стробоскопические цвета и силу, чтобы заполучить партнёра, в то время как мелкие конкуренты полагаются на обман: обе тактики успешны. Гигантский тихоокеанский осьминог жертвует своей жизнью, чтобы ухаживать за яйцами в течение шести месяцев, пока она стареет. Поскольку морская звезда-подсолнух, или пикноподия, питается её останками, она подвергается нападению со стороны крабоидов. Коралловые рифы, которые по своему разнообразию конкурируют с тропическими лесами, являются крупнейшими живыми созданиями на Земле и создаются коралловыми полипами. Краб порцеллана, крабы Lybia и крабы-орангутаны, как показано, иллюстрируют многие необычные способы ловли пищи на рифе. Морские беспозвоночные также имеют долговременное наследие на суше — их раковины образовали меловые и известняковые отложения Евразии и Америки. «Жизнь на местности» документирует запись морской жизни Антарктики и рождения рифа. |                      |                 |                                 |
| 9 | «Растения»           | 7 декабря 2009  | 4.30 млн (18.0% доли аудитории) |
| Растения ежедневно борются за воду, питательные вещества и свет. На лесной подстилке, где света не хватает, на покадровой съёмке видны плющ и лианы, залезающие в полог с помощью липких подушек, крючков или спиральных усиков. Эпифиты растут прямо на верхних ветвях деревьев. Их голые корни впитывают воду и задерживают падающие листья, которые выделяют питательные вещества при разложении. Животные также могут быть источником пищи: росянка ловят комаров с помощью липкой жидкости, а венерина мухоловка захлопывает листьями случайных насекомых. Asclepias humistrata защищается от поедания гусениц данаид монархов, выделяя липкий латекс из своих листьев. Asclepias humistrata выдерживает натиск, потому что цветёт, как и большинство растений, а недавно вылупившиеся бабочки опыляют их. После цветения растения брунсвигия в Южной Африке обрываются сильными ветрами, и их семенные головки катятся по земле. На кактусах Сагуаро растут сочные фрукты, чтобы привлечь пустынных животных, которые употребляют и переносят их семена. Некоторые растения приспособились выдерживать экстремальные условия окружающей среды. Драцена киноварно-красная и пустынные розы цветут на засушливой Сокотре, а прибрежные мангровые деревья выживают, отфильтровывая соль из морской воды. Bristlecone pine достигают в высоту более 3000 м в горах Северной Америки. У них шестинедельный вегетационный период, и они могут жить 5000 лет, что делает их самыми старыми живыми существами на Земле. Злаки являются наиболее успешными из всех растений. Из их 10000 сортов два покрывают больше земли, чем любое другое растение: рис и пшеница. «Жизнь на местности» покадровой съёмкой следует за кулисами в английских лесах. Поскольку выращивание растений в естественной среде оказалось бы непростой задачей (в постоянно меняющихся условиях), в этой сцене использовались растения, созданные в студии на зелёном экране, дублирующие реальный фон на открытом воздухе. Весь процесс занял два года. |                      |                 |                                 |
| 10 | «Приматы»            | 14 декабря 2009 | 5.14 млн (21.9% доли аудитории) |
| Интеллект, любопытство и сложность группы позволили приматам заселить множество различных сред обитания. В Эфиопии самцы гамадрила восстанавливают дисциплину после стычки с конкурирующим отрядом. В обществе японских макаков только членам правильной родословной разрешено пользоваться термальными источниками зимой; другие остаются снаружи на холоде. Примеры общения приматов иллюстрирует горилла, провозглашающая свою территорию с помощью возгласов и ударов в грудь, и пронзительные призывы долгопята-привидения, которые помогают сохранить его группу. В тропических лесах Таиланда белорукие гиббоны используют песни для укрепления половых и семейных связей. Напротив, кошачьи лемуры на Мадагаскаре подают сексуальные сигналы, используя пахучие железы. Воспитание молодого орангутана даёт ему все навыки, необходимые для выживания в лесу, в том числе поиск пищи, перемещение по пологу и строительство укрытия. На южноафриканском Капском полуострове медвежьи павианы добывают корм в зарослях бурых водорослей, открытых самыми низкими приливами, ради питательных яйцевых капсул хрящевых рыб и мидий. Белоплечие капуцины собирают моллюсков в прибрежных мангровых зарослях Коста-Рики, но им не хватает мощных челюстей, чтобы раскрыть раковины. Они решают разбивать моллюсков о деревья или камни, что в конечном итоге истощает мышцы, удерживающие раковину в закрытом состоянии. «Жизнь на местности» следует за оператором Джастином Эвансом в Гвинее, чтобы снять орудия, используемые шимпанзе. Ловкие движения рук позволяют им опускаться к муравьям и термитам, используя стебли растений. Они также научились ломать орехи точными и эффективными ударами камнями. Один самец шимпанзе, делящий свой камень с самкой, попал в кадр. |                      |                 |                                 |

## Внутри жизни
Дополнительный детский сериал «Внутри жизни» транслировался на канале CBBC и следовал за молодыми волонтёрами, которые попали за кулисы с командой продюсеров «Жизни» и сопровождают кинематографистов в экспедициях. Он вышел в эфир 13 октября 2009.

## Одна жизнь
В 2011 году BBC Earth использовал кадры животных, полученных Аттенборо, для создания документального фильма под названием «Одна жизнь», снятого Дэниелом Крейгом.

## Награды и премии
Этот сериал был номинирован на шесть прайм-таймовых премий «Эмми» в июле 2010 года. Они включали в себя номинацию за лучший документальный сериал, а также в ряде технических категорий. Эпизод «Испытания жизни» получил премию «Лучший фильм из документальной программы».
В июне 2010 года «Жизнь» получила две награды на Banff World Media Festival за лучшую программу по дикой природе и естественной истории и лучший документальный фильм.
В октябре 2010 года «Жизнь» была удостоена специального приза жюри на фестивале Wildscreen.

## DVD, Blu-ray Disc и книги
30 ноября 2009 года сериал был выпущен в Великобритании для региона 2, четырёхдисковым DVD-набором (BBCDVD3068) и набором Blu-ray Disc (BBCBD0055) от 2Entertain. 1 июня 2010 года были выпущены DVD-диски и Blu-ray-диски для региона 1 как версий BBC, так и Discovery. В Австралии ABC DVD/Village Roadshow выпустили DVD-диск и диск Blu-ray для региона 4 7 октября 2010 года.
Сопровождающая книга в твёрдом переплёте написана продюсерами Мартой Холмс и Майклом Гантоном. «Жизнь» была опубликована в Великобритании компанией BBC Books (ISBN 9781846076428) 1 октября 2009 года.